# 기원전 563년

## 사건
중국
- 진(晋)의 도공(悼公) ・ 제(斉)의 세자(世子) 광(光) ・ 노(魯)의 양공(襄公) ・ 송(宋)의 평공(平公) ・ 위(衛)의 헌공(献公) ・ 조(曹)의 성공(成公) 등이 오(呉)의 조(柤) 땅에서 회합하였다.
- 진의 순언(荀偃)과 士匄이 偪陽을 쳐서 멸하고 그 땅을 송 평공에게 주었다.
- 초(楚)의 子嚢(공자 정公子貞)과 정(鄭)의 공손(公孫)인 輒이 군을 거느리고 송을 공격했다.
- 진의 荀罃이 군을 거느리고 진(秦)을 공격했다.
- 정의 황이(皇耳)가 위를 침입했다.
- 초의 子嚢과 정의 공손 輒이 노의 서쪽 변경을 침입하였다.
- 초의 子嚢과 정의 공손 輒이 蕭을 공략했다.
- 여(莒)가 노의 동쪽 변경을 침입했다.
- 진 ・ 제 ・ 노 ・ 송 ・ 위 ・ 조(曹) 등의 연합군이 정을 공격했다.
- 정의 위지(尉止) ・ 사신(司臣) ・ 후진(侯晋) ・ 堵女父 ・ 자사복(子師僕) 등이 子駟（公子騑）을 살해했다. 자산(子産)이나 子蟜（公孫蠆）가 이 반란을 진압하고 자공(子孔, 公子嘉)이 정의 정권을 장악했다.
- 초의 子嚢이 정을 구원하고 진을 중심으로 연합군과 초군이 영수(潁水)를 사이에 두고 대치했다.
- 진의 도공이 士匄을 파견하여 주(周) 왕실(王室)의 분쟁을 조정케 하다.

## 탄생
- 석가모니